# Ateleta
Ateleta község (comune) Olaszország Abruzzo régiójában, L’Aquila megyében.

## Fekvése
A település a  Sangro folyó völgyében fekszik, a Monte Secine lábainál, a megye délkeleti részén. Határai:

## Története
A települést a 18. században alapították pescocostanzói lakosok. 1811-ben nyerte el önállóságát, amikor a Nápolyi Királyságban felszámolták a feudalizmust. A második világháborúban épületeinek 90% elpusztult, mivel a németek által kialakított Gusztáv-vonal mentén feküdt. 

## Népessége
A népesség számának alakulása

## Főbb látnivalói
- Helytörténeti Múzeum
- San Gioacchino-templom